# Rjabinowka (Kaliningrad, Tschernjachowsk)
Rjabinowka (russisch Рябиновка, deutsch Kerstupönen, 1938–1945 Kersten und Pleinlauken, Kr. Tilsit-Ragnit, 1938–1945 Insterbrück) ist ein Ort in der russischen Oblast Kaliningrad. Er gehört zur kommunalen Selbstverwaltungseinheit Stadtkreis Tschernjachowsk im Rajon Tschernjachowsk.
Der Ort ist nicht zu verwechseln mit Nismennoje, deutsch Pleinlauken, Landkreis Insterburg, nach 1928 Rosenthal.

## Geographische Lage
Rjabinowka liegt im Nordosten des Rajon Tschernjachowsk, etwa 27 Kilometer nordöstlich der Stadt Tschernjachowsk (Insterburg) am Südostufer der Inster. Durch den Ort verläuft eine Nebenstraße von Michailowka (Moulienen/Moulinen) über Priosjornoje (Stablacken, Ksp. Pelleningken) nach Schtschegly (Saugwethen/Saugehnen). Eine Bahnanbindung besteht nicht. Bis 1945 war Pleinlauken bzw. Insterbrück Bahnstation an der Bahnstrecke Insterburg–Kraupischken der Insterburger Kleinbahnen, die nicht mehr in Betrieb genommen worden ist.

## Geschichte

### Kerstupönen (Kersten)
Der vor 1945 Kerstupönen bzw. Kersten genannte kleine Ort bestand seinerzeit eigentlich nur aus einem großen Hof. Im Jahre 1874 wurden die Landgemeinde in den neu errichteten Amtsbezirk Warnen (heute russisch: Schmeljowo) eingegliedert. Er gehörte bis 1922 zum Kreis Ragnit, danach bis 1945 zum Landkreis Tilsit-Ragnit im Regierungsbezirk Gumbinnen der preußischen Provinz Ostpreußen. Im Jahre 1910 lebten in Kerstupönen 106 Menschen.
Am 30. September 1928 wurde der Nachbargutsbezirk Pleinlauken und die Landgemeinde Kerstupönen zur neuen Landgemeinde Pleinlauken zusammengeschlossen (s. u.). Darin wurde der Ortsteil Kerstupönen 1938 in Kersten umbenannt.

### Pleinlauken (Insterbrück) / Podmostoje
Das Gut Pleinlauken wurde vor 1785 eingerichtet. 1874 wurde der Gutsbezirk in den neu errichteten Amtsbezirk Warnen im Kreis Ragnit eingegliedert. Im Jahr 1910 waren dort 78 Einwohner registriert. Im Jahr 1928, man befand sich inzwischen im Landkreis Tilsit-Ragnit, wurde der Gutsbezirk Pleinlauken mit der Landgemeinde Kerstupönen (s. o.) zur Landgemeinde Pleinlauken zusammengeschlossen. 1933 befanden sich in der so erweiterten Gemeinde 212 Einwohner. 1938 wurde die Gemeinde in Insterbrück umbenannt. Dieser Name bezog sich auf die Ortslage an einer Brücke über die Inster. 1939 waren in dem Ort 219 Einwohner registriert.
In Folge des Zweiten Weltkriegs kam der Ort 1945 zur Sowjetunion. 1950 erhielt das ursprüngliche Gut Pleinlauken den russischen Namen Podmostoje (dt. etwa Unterbrück), der sich ebenfalls auf die Insterbrücke bezog. Der Ort wurde dem Dorfsowjet Sagorski selski Sowet im Rajon Tschernjachowsk zugeordnet.

### Rjabinowka
In Kriegsfolge kam der Ort Kerstupönen/Kersten 1945 mit dem nördlichen Ostpreußen zur Sowjetunion. 1947 erhielt er die russische Bezeichnung „Rjabinowka“ und wurde gleichzeitig dem Dorfsowjet Sagorski selski Sowet im Rajon Tschernjachowsk zugeordnet. Vor 1975 wurde der Ort Podmostoje an Rjabinowka angeschlossen. Von 2008 bis 2015 gehörte Rjabinowka zur Landgemeinde Kaluschskoje selskoje posselenije und seither zum Stadtkreis Tschernjachowsk.

## Kirche
Mit seiner überwiegend evangelischen Bevölkerung waren Kerstupönen resp. Kersten und Pleinlauken resp. Insterbrück bis 1945 in das Kirchspiel der Kirche Kraupischken (1938–1945: Breitenstein, heute russisch: Uljanowo) eingepfarrt und war somit in den Kirchenkreis Tilsit-Ragnit (russisch: Sowetsk-Neman) in der Kirchenprovinz Ostpreußen der Kirche der Altpreußischen Union eingegliedert. Heute liegt Rjabinowka im Einzugsbereich der in den 1990er Jahren neu entstandenen evangelisch-lutherischen Gemeinde in Schtschegly (Saugwethen/Saugehnen), einer Filialgemeinde in der Kirchenregion Tschernjachowsk (Insterburg) in der Propstei Kaliningrad der Evangelisch-lutherischen Kirche Europäisches Russland.

## Persönlichkeiten
- Adolf Hofer (* 1868 in Pleinlauken; † 1935 in Berlin), Gutsbesitzer und preußischer Politiker